# تیروزین کیناز غیرگیرنده‌ای
تیروزین کینازهای غیر گیرنده‌ای (انگلیسی: Non-receptor tyrosine kinases) یا به‌اختصار «nRTKs» آنزیم‌های سیتوپلاسمی هستند که موجب انتقال یک گروه فسفات از مولکول دهندهٔ نوکلئوزید تری‌فسفات (همچون آدنوزین تری‌فسفات) به باقی‌ماندهٔ تیروزینی پروتئین‌ها می‌شود.
تیروزین کینازهای غیر گیرنده‌ای متعلق به خانوادهٔ بزرگ تیروزین کینازها هستند که با فعال یا غیرفعال کردن سایر آنزیم‌ها، نقش مهمی در فعالیت‌های سلول دارند. برخلافِ عضو دیگر این خانواده، یعنی تیروزین کینازهای گیرنده‌ای، تیروزین کینازهای غیر گیرنده‌ای، آنزیم‌هایی سیتوپلاسمی هستند.
تاکنون ۳۲ نوع تیروزین کیناز غیر گیرنده‌ای در انسان کشف شده‌است که رشد، ازدیاد، تکامل، چسبندگی، تغییر مکان سلولی و آپوپتوز آنها را کنترل می‌کنند و یکی از بخش‌های حیاتی تنظیم دستگاه ایمنی محسوب می‌شوند. مهمترین وظیفهٔ این ملکول‌ها، ترارسانی پیام در لنفوسیت‌های تی و لنفوسیت‌های بی فعال‌شده‌است.